# Bratronice (district de Kladno)
Pour les articles homonymes, voir Bratronice.
Bratronice (en allemand : Bratronitz) est une commune du district de Kladno, dans la région de Bohême-Centrale, en République tchèque. Sa population s'élevait à 923 habitants en 2020.

## Géographie
Bratronice se trouve à 11 km au sud-ouest de Kladno et à 31 km à l'ouest du centre de Prague.
La commune est limitée par Lhota et Družec au nord, par Horní Bezděkov et Malé Kyšice à l'est, par Chyňava et Nižbor au sud, et par Běleč à l'ouest.

## Histoire
La première mention écrite du village date de 1227. Bratronice a émergé avec le village de Dolní Bezděkov en 1980.